# Donji Daruvar
Donji Daruvar falu Horvátországban Belovár-Bilogora megyében. Közigazgatásilag Daruvárhoz tartozik.

## Fekvése
Belovártól légvonalban 45, közúton 53 km-re délkeletre, Daruvár központjától 3 km-re északra, Nyugat-Szlavóniában, A Toplica és a Maminovac-patak közötti magaslaton fekszik.

## Története
A település a 19. század elején keletkezett pravoszláv vlchok betelepítésével. Az első katonai felmérés térképén ezt a helyet még Daruvár egyik szőlőhegyeként „Didinovacz” néven találjuk. Lipszky János 1808-ban Budán kiadott repertóriumában „Daruvar (Dolnji)” néven szerepel. Nagy Lajos 1829-ben kiadott művében „Daruvar (Dolni)” néven 46 házzal és 351 ortodox vallású lakossal találjuk.
A Magyar Királyságon belül Horvát–Szlavónország részeként, Pozsega vármegye Daruvári járásának része volt. 1857-ben 471, 1910-ben 1.480 lakosa volt. A 19. század végén és a 20. század elején (1861 és 1909 között) az olcsó földterületek miatt és a jobb megélhetés reményében jelentős számú cseh telepedett le itt. 1910-ben a népszámlálás adatai szerint lakosságának 53%-a cseh, 15%-a szerb, 12%-a magyar. 12%-a horvát anyanyelvű volt. Az I. világháború után 1918-ban az új szerb-horvát-szlovén állam, majd később (1929-ben) Jugoszlávia része lett. 1941 és 1945 között a németbarát Független Horvát Államhoz, háború után a település a szocialista Jugoszláviához tartozott. A település 1991-től a független Horvátország része. 1991-ben lakosságának 40%-a horvát, 29%-a cseh, 16%-a szerb nemzetiségű volt. 2011-ben a településnek 731 lakosa volt, akik főként mezőgazdasággal, állattartással foglalkoztak.

## Lakossága
| Lakosság változása | Lakosság változása | Lakosság változása | Lakosság változása | Lakosság változása | Lakosság változása | Lakosság változása | Lakosság változása | Lakosság változása | Lakosság változása | Lakosság változása | Lakosság változása | Lakosság változása | Lakosság változása | Lakosság változása | Lakosság változása |
| ------------------ | ------------------ | ------------------ | ------------------ | ------------------ | ------------------ | ------------------ | ------------------ | ------------------ | ------------------ | ------------------ | ------------------ | ------------------ | ------------------ | ------------------ | ------------------ |
| 1857               | 1869               | 1880               | 1890               | 1900               | 1910               | 1921               | 1931               | 1948               | 1953               | 1961               | 1971               | 1981               | 1991               | 2001               | 2011               |
| 471                | 763                | 875                | 1.055              | 1.337              | 1.480              | 1.151              | 1.127              | 1.402              | 1.440              | 1.427              | 1.028              | 1.090              | 1.122              | 840                | 731                |